# 浙江商业技师学院
29°52′31.85″N 121°31′0.4″E / 29.8755139°N 121.516778°E
浙江商业技师学院是一所全日制公办职业院校，位于浙江省宁波市，隶属于浙江省商业集团有限公司。现有在校生2200余人。学校开展了“总部+分校”的模式以及“高技能+高学历”的人才培养模式。其中的烹饪专业及旅游酒店专业一开办近40余年，属于浙江省最早开办此专业的学校。

## 办学历史
- 1914年创办宁波公立甲种商业学校
- 1979年创建宁波商业技工学校
- 2001年创立浙江商业技师学院

## 院系设置
- 烹饪系
- 旅游与酒店管理系
- 商贸系